# Leon Gurvitch
Leon Gurvitch (* 1979 in Minsk) ist ein belarussischer Komponist, Pianist und Dirigent.

## Leben und Wirken
Gurvitch studierte Oboe, Dirigat und klassisches Klavier an der Musikhochschule seiner Geburtsstadt; mit 19 Jahren gründete er dort seine erste Jazz-Band. Von 1993 bis 2000 musizierte er dort am Russischen Dramentheater und war 1999 Mitgründer des Minsker Jazz-Orchesters. Seit 2001 lebt er freischaffend Hamburg. 2000 hat er das Leon Gurvitch Jazz-Projekt gegründet, mit dem er Klezmer in zeitgenössischen Jazzarrangements vorstellt, international auf Tournee war und sich 2013 auch auf der Jazzahead präsentierte. Zwischen 2004 und 2006 leitete er die Hamburger Big Band The Openers. Seit 2004 ist er Dozent am Hamburger Johannes-Brahms-Konservatorium, dessen Orchester er seit 2007 leitet. 2011 dirigierte er die Uraufführung der Tanz-Oper Les Enfants Terribles von Phil Glass.
Gurvitch hat zahlreiche Kompositionen geschrieben. Seine Sonata für Oboe & Klavier wurde auch auf dem Oboe Festival Paris aufgeführt. Sein Werk 5 Dances in Old Style für Streichorchester haben junge Musiker aus Deutschland, Russland und der Ukraine unter der Leitung von Anna Skryleva unter anderem im Deutschen Bundesrat aufgeführt.
Er hat zudem mit Wladimir Tschekassin. Frank London, Carlos Bica, Omar Rodriguez Calvo, Nicolas Simion, Burhan Öçal, Wanja Slavin, Detlev Beier, Vladimir Karparov, Diego Piñera, Lucía Martínez Alonso und Paul Brody zusammengearbeitet.

## Preise und Auszeichnungen
Gurvitch wurde 2006 in Berlin mit dem internationalen Preis Goldene Chanukkia für Komposition ausgezeichnet. 2015 wurde er für HANS – Der Hamburger Musikpreis in der Kategorie „Musiker des Jahres“ nominiert.

## Diskographische Hinweise
- Eldorado (Morgenland,  2009; mit Frank London, Inna Vysotska, Vladimir Karparov, Omar Rodriguez Calvo, Dimitris Christides)
- Remember Me (Morgenland, 2013; solo)[3]

### Teilnahme an Kompilationen
- 2011: Budzma! Tuzin. Perasagruzka-2 (mit dem Song Акіян у цішы)